# Дикс, Терренс
Терренс Дикс (10 мая 1935 — 29 августа 2019) — редактор сценариев эпохи Второго и Третьего Докторов, а также сценарист, написавший немало эпизодов «Доктора Кто», романов и новеллизаций.

## Начало карьеры
Терренс родился в Ист-Хэме, Эссекс (ныне часть Большого Лондона). Изучал английский язык в Даунинг-колледже, Кембриджский университет, а затем служил два года в Национальной службе Британской армии. После увольнения из вооружённых сил, он в течение пяти лет работал рекламным копирайтером и писал сценарии для Би-би-си радио в свободное время.
Прорыв на телевидение пришёл к нему, когда Малькольм Халк, друг Дикса, попросил его помочь со сценарием эпизода приключенческого сериала «Мстители».

## Доктор Кто
Терренс Дикс начал своё многолетнее сотрудничество с «Доктор Кто» в 1968 году, став помощником сценариста эпизода «Вторжение», с участием Второго Доктора. Вскоре Дикс начал писать сценарии для сериала. Его первой заметной работой стали «Военные игры», эпичная история из десяти частей, написанная в соавторстве с Малкольмом Халком.
Дикс продолжил высокопродуктивное рабочее сотрудничество с продюсером Доктора Барри Леттсом, работая в качестве сценариста на каждом из пяти его сезонов, с 1970 по 1974 года. В 1972 году стал писателем, опубликовав свою первую книгу, «Создание Доктора Кто» («The Making of Doctor Who»), которая описывала историю производства сериала с 1963 года, и которая была написана в соавторстве с Халком.
После ухода с должности редактора сценариев, Дикс продолжал работать с сериалом: он писал сценарии в течение съёмок всех сезонов Третьего Доктора, а также составил четыре сценария для своего преемника, сценариста Роберта Холмса: «Робот» (1975, первый показ Тома Бейкера, в роли Четвёртого Доктора), «Мозг Морбиуса» (1976, под псевдонимом «Робин Бланд», который он использовал в эпизоде, так как его первоначальный сценарий был сильно изменён Холмсом.), «Ужас Скалы клыка» (1977) и «Состояние упадка» (1980), которая оставалась в запасе несколько лет, так как BBC только что выпустил новую версию «Дракулы». Его последним сценарием для телесериала стал сценарий юбилейного эпизода «Пять Докторов».
Между 13 и 14 сезонами он безуспешно пытался продать на BBC Radio версию «Доктора Кто», в которой должны были участвовать Том Бейкер и Элизабет Слейден.
Другим вкладом Дикса в Доктора стали две сценические пьесы: '«»Доктор Кто, далеки и Семь ключей Судного дня» (1974) и '«Доктор Кто — Финальное приключение» (1989), а также радиопостановка «Big Finish Productions» — «Возвращение» (2002), которая показала бывшую спутницу Доктора Сару Джейн Смит.

### Книги
В 1973 году, Дикс, наряду с другими сценаристами сериала, был привлечён «Target Books» к созданию новеллизаций, вышедших ранее эпизодов «Доктор Кто». Дикс стал самым плодовитым автором линии книг создав 60 новеллизаций. Одно время он был редактором серии книг. Позже, «Target Books» приняла политику, согласно которой, новеллизировать истории разрешалось только авторам оригинального сценария, и Дикс остался «на подхвате», для тех случаев, когда авторы отказывались или не имели возможности переработать свои сценарии в книжный формат. Дикс, как правило, выполнял работу сам (хотя и вербовал других писателей, в том числе бывшего актёра сериала Йена Мартера и бывшего продюсера Филипа Хинчклиффа).
В 1990-е годы, Дикс принял участие в полнометражной оригинальной серии романов Virgin Publishing Доктор Кто — «Новые приключения». Дикс написал три романа для серии. Также он написал первую книгу серии «Приключения Восьмого Доктора» — «Восемь Докторов», которая долгое время была бестселлером оригинальных книг серии. Его последним вкладом в мир книг о Докторе являются романы: «Сделанные из стали» и «Месть Джудуна», с Десятым Доктором и Мартой Джонс в главных ролях.

## Другие телевизионные работы
Дикс также написал для ATV мыльную оперу «Перекресток». Создал и написал короткоживущий Би-би-си научно-фантастический сериал Moonbase 3 (1973), а также составил сценарий для ATV научно-фантастического сериала Космос: 1999 (1976). В начале 1980-х он вновь работал редактором сценариев у продюсера Барри Леттса, на этот раз над уважаемым BBC отделением периодических драм и литературных адаптаций — Sunday Classics.
Когда Леттс ушел из проекта в 1985 году, Дикс сменил своего коллегу, став продюсером этого отделения. Он надзирал за такими проектами, как: Оливер Твист, Дэвид Копперфильд и Ярмарка тщеславия, прежде чем сам ушел с должности в 1988 году.

## Личная жизнь
Дикс проживал в Хэмпстеде, Лондон. Был женат и имел троих сыновей.

### Доктор Кто

#### Телевидение
- Военные игры (с Малькольмом Халком)
- Робот
- Мозг Морбиуса
- Ужас Скалы клыка
- Состояние упадка
- Пять Докторов

#### Видео
- Shakedown: Return of the Sontarans
- Mindgame
- Mindgame Trilogy: Battlefield

#### Романы

##### Virgin Новые приключения
- Времяточец: Исход
- Урожай крови
- Shakedawn — технически, расширенная новеллизация его истории Shakedown: Return of the Sontarans

##### BBC Приключения Восьмого Доктора
- Восемь Докторов
- Конец игры

BBC Прошлые приключения Доктора
- Катастрофия
- Игроки
- Warmonger
- Смертельное воссоединение — совместно с Барри Леттсом
- Мировая игра

##### BBC Приключения Десятого Доктора
- Сделанные из стали
- Месть джудуна

##### Virgin Новые приключения Бернис Саммерфилд
- Mean Streets

#### Новеллизации «Доктора Кто»
Target
- Доктор Кто и вторжение автонов
- Доктор Кто и день далеков
- Доктор Кто и ужасные снежные люди
- Доктор Кто и гигантский робот
- Доктор Кто и террор автонов
- Доктор Кто и планета пауков
- Три Доктора
- Доктор Кто и лохнесское чудовище
- Доктор Кто и происхождение далеков
- Доктор Кто и месть киберлюдей
- Доктор Кто и сеть страха
- Доктор Кто и планета далеков
- Доктор Кто и пирамиды Марса
- Доктор Кто и карнавал монстров
- Доктор Кто и вторжение далеков на Землю
- Доктор Кто и когти аксонов
- Доктор Кто и мозг Морбиуса
- Доктор Кто и планета зла
- Доктор Кто и мутанты
- Доктор Кто и беспощадный убийца
- Доктор Кто и когти Венг-Чанга
- Доктор Кто и лицо зла
- Доктор Кто и ужас проклятой скалы
- Доктор Кто и воин времени
- Смерть далекам
- Доктор Кто и вторжение андроидов
- Доктор Кто и рука страха
- Доктор Кто и невидимый враг
- Доктор Кто и образ Фендала
- Доктор Кто и роботы смерти
- Доктор Кто и судьба далеков
- Доктор Кто и подземный мир
- Доктор Кто и временное вторжение
- Доктор Кто и камни крови
- Доктор Кто и андроиды Тары
- Доктор Кто и сила Кролла
- Доктор Кто и фактор Армагеддона
- Доктор Кто и кошмар Эдема
- Доктор Кто и рога наймона
- Доктор Кто и монстр Пеладона
- Доктор Кто и неземное дитя
- Доктор Кто и состояние упадка
- Доктор Кто и хранитель Тракена
- Доктор Кто и создатели солнц
- Меглос
- Четверо в Судный День
- Арка Бесконечности
- Пять Докторов
- Кинда
- Танец змеи
- Воины глубин
- Инферно
- Пещеры Андрозани
- Разум зла
- Кротоны
- Временной монстр
- Семена смерти
- Безликие
- Послы смерти
- Таинственная планета
- Колесо в космосе
- Контрабандисты
- Планета гигантов
- Космические пираты

##### Юный Доктор Кто
- Юный Доктор Кто и гигантский робот
- Юный Доктор Кто и мозг Морбиуса

#### Новеллизации «Приключений Сары Джейн»
- Вторжение Бэйнов

#### Документальное
- Создание Доктора Кто — первое издание в соавторстве с Малькольмом Халком, второе — только Терренс Дикс.
- Книга монстров Доктора Кто
- Книга динозавров Доктора Кто
- Книга монстров Второго Доктора

#### Сценические пьесы
- Доктор Кто, далеки и семь ключей Судного дня

## Награды и номинации
| Год  | Награда                           | Работа                                       | Категория                                                | Результат | Ссылка |
| ---- | --------------------------------- | -------------------------------------------- | -------------------------------------------------------- | --------- | ------ |
| 1987 | British Academy Television Awards | Дэвид Копперфильд(совместно с Барри Леттсом) | Best Children’s Programme (Entertainment/Drama)          | Номинация |        |
| 1988 | CableACE                          | Дневник Анны Франк                           | Children’s Entertainment Special or Series — 9 and Older | Номинация |        |